# Leo Percovich
Galileo Galilei Percovich Lopes (Montevideo, 20 de abril de 1968), más conocido como Leo Percovich, es un exfutbolista uruguayo, que actualmente es jefe de trayectoria y desarrollo de jugadores en el Middlesbrough de Inglaterra. Se le concedió la ciudadanía británica en junio de 2024.

## Biografía
Percovich nació en Montevideo en el seno de una familia de ascendencia croata y recibió su nombre del astrónomo italiano Galileo Galilei. En diciembre de 2017, Percovich y su familia resultaron gravemente heridos después de que el vehículo en el que conducía cayera de un puente. Él personalmente sufrió "heridas leves", su hija menor, Antonella, murió, mientras que sus otros dos hijos, Pietro y Valentina, resultaron gravemente heridos y quedaron en estado crítico. Su esposa Juliana sufrió una fractura de pelvis. Su hija mayor Valentina murió una semana después.

## Carrera como jugador
Percovich debutó en Nacional profesionalmente en 1987, en su paso por el equipo ganó notablemente la Copa Libertadores y la Primera División Uruguaya. Luego pasó a jugar en Atlético Mineiro, Guaraní FC, Fluminense FC en Brasil y Alianza Lima en Perú. Representó seis veces con la selección de fútbol de Uruguay.

## Carrera como entrenador
Percovich ha trabajado anteriormente como entrenador en Stuttgart, Pachuca, Cruzeiro, Valencia y Real Madrid, además de haber trabajado en las selecciones nacionales de Brasil, Francia y Uruguay como asesor técnico.
Se unió al cuerpo técnico de Colorado Rapids en 2006, como nuevo entrenador de porteros, y trabajó durante dos temporadas antes de unirse a Chivas USA antes del comienzo de la temporada 2008. Se mudó a Toronto en diciembre de 2009, como entrenador asistente tras la salida de Preki durante la temporada baja.  En enero de 2011, Percovich continuó entrenando en Estados Unidos, incorporándose al Chicago Fire como entrenador asistente. En noviembre de 2013, se anunció que no regresaría para la siguiente temporada. 
En noviembre de 2013, fue nombrado miembro del cuerpo técnico de Aitor Karanka en el club de campeonato Middlesbrough, siendo nombrado su nuevo entrenador de porteros.  Formó parte del personal del club que consiguió el ascenso a la Premier League al final de la temporada 2015-16 .  Percovich continuó como entrenador de porteros durante toda la temporada 2016-17, a pesar del despido de Karanka en marzo.  Tras el nombramiento de Garry Monk en junio de 2017, Percovich dejó su puesto y fue reemplazado por Darryl Flahavan. 
Después de un breve período como entrenador en Fluminense,  Percovich regresó a Middlesbrough en junio de 2019,  después de ser nombrado entrenador asistente del primer equipo del entrenador y ex asociado Jonathan Woodgate. 
Después de que Chris Wilder fuera despedido por Middlesbrough el 3 de octubre de 2022, Percovich fue nombrado gerente interino. El Middlesbrough ganó su primer partido a cargo, una victoria en casa por 1-0, sobre el Birmingham City. El 24 de octubre de 2022, tras el nombramiento de Michael Carrick, Percovich asumió el cargo de Jefe de Desarrollo y Ruta de Jugador. 

## Clubes

### Como jugador
| Club             | País    | Año       |
| ---------------- | ------- | --------- |
| Nacional         | Uruguay | 1987-1993 |
| Atlético Mineiro | Brasil  | 1994      |
| Guaraní FC       | Brasil  | 1995      |
| Fluminense FC    | Brasil  | 1995-1999 |
| Alianza Lima     | Perú    | 2000      |
| Racing de Ferrol | España  | 2001-2002 |
| Bella Vista      | Uruguay | 2003      |

### Como entrenador
- Actualizado al último partido dirigido el 22 de octubre de 2022.

| Club                     | País       | Año  | PJ | PG | PE | PP | Efectividad |
| ------------------------ | ---------- | ---- | -- | -- | -- | -- | ----------- |
| Middlesbrough (Interino) | Inglaterra | 2022 | 5  | 2  | 1  | 2  | 46.67%      |

## Palmarés
Nacional
- Primera División Uruguaya : 1992

Middlesbrough
- Promoción del campeonato : 2015-16